# Eurides Titon
Eurides Titon (Curitiba, 2 de julho de 1937 — Curitiba, 25 de setembro de 2006) foi um futebolista brasileiro que atuou como zagueiro e depois como jogador e treinador de futebol amador na cidade de Curitiba.

## Prêmios
- Em 1969 ganhou o Prêmio Belfort Duarte de prata [1][2], prêmio esse oferecido ao atleta que passasse dez anos sem sofrer expulsão, tendo jogado pelo menos 200 partidas nacionais ou internacionais, sendo referência na prática de desportos, com base na disciplina e fair play.

### Homenagens
Foi homenageado após a sua morte, com o nome de rua em Curitiba, no bairro Sítio Cercado, em local próximo onde passou boa parte de sua vida.